# Вулиця Самійла Величка (Львів)
Вулиця Самі́йла Вели́чка — вулиця у Залізничному районі міста Львова, в місцевості Сигнівка. Сполучає вулиці Городоцьку та Сигнівка.
Прилучаються вулиці Костянтини Малицької, Зеновія Флінти, Аґабек-Заде та Журавлина.

## Історія
Вулиця виникла у складі підміського селища Сигнівка. Після входження селища до меж міста 11 квітня 1930 року, вулиці колишнього села були перейменовані або ж новоутвореним вулицям надавалися певні назви. Так, у 1933 році вулиця отримала назву Головна, за часів німецької окупації, від 1943 року називалася Зиґньовер-Гауптштрассе. За радянських часів, від липня 1944 року повернена передвоєнна назва — вулиця Головна. 1963 року отримала назву Червонокозача. Від 1991 року, вже за часів незалежності, сучасна назва, на честь Самійла Величка — українського козацько-старшинського літописця.

## Забудова
Забудова вулиці Самійла Величка — одно- та двоповерхова 1930-х років у стилі польського конструктивізму, барачна забудова 1950-х років, чотириповерхова забудова 1980-х років, а також сучасна садибна забудова.
№ 8/10 — чотириповерхові зблоковані житлові будинки, збудовані у 1980-х роках для працівників Львівської залізниці, передані у власність територіальної громади міста Львова 26 вересня 2002 року. В будинку зареєстрована найстаріша громадська організація «Галицький Автомобільний Клуб» (ГАК), заснований у Львові ще 1907 року. ГАК був визнаним членом Австрійського Автомобільного клубу. Відроджений 20 листопада 1992 року. ГАК започаткував у 1995 році проведення кільцевих автоперегонів вулицями міста Львова – «Гран-Прі міста Львова», а починаючи з 1997 року регулярно організовував та проводив етапи чемпіонатів України з гірських автоперегонів «Галичина», авторалі «Ралі Карпати», змагань з картингу «Кубок Галичини», міжнародні змагання «Ралі Пань». З 2002 року започатковано новий туристичний захід для аматорів на позашляхових автомобілях — «Козацькі вертепи».
№ 12 — двоповерховий житловий будинок, збудований у 1960-х роках для працівників Львівської залізниці, переданий у власність територіальної громади міста Львова 26 вересня 2002 року.